# Fraates V
Fraates V (używa się w stosunku do niego także zdrobniałej formy Fraatakes) – król Partów w latach 2 p.n.e. – 4 n.e.

## Życiorys
Był synem rzymskiej niewolnicy Musy i Fraatesa IV. Jego ojciec mimo posiadania czterech starszych synów w wyniku próśb Musy jego zdecydował się uczynić następcą i w celu uniknięcia sporów zdecydował się około roku 10 p.n.e. wysłać starszych synów do Rzymu. Jednakże Musa, obawiając się zmiany decyzji swojego małżonka, otruła go i w  roku 2 p.n.e. jej syn objął tron Partii jako Fraates V. Prawdopodobnie w niektórych źródłach używa się w stosunku do niego zdrobniałej formy imienia ze względu na małoletniość w chwili objęcia tronu. Według Józefa Flawiusza Musa poślubiła swojego syna – występuje ona na partyjskich monetach wraz z Fraatesem, co wskazuje na to, że najprawdopodobniej współrządziła ona państwem. W trakcie ich panowania doszło do wojny z Rzymem o Armenię, kiedy jednak August w 1 r. n.e. przysłał do Syrii znaczne siły pod wodzą Gajusza Juliusza Cezara Partowie zdecydowali się na negocjacje. Ostatecznie Fraates wyrzekł się wszelkich pretensji do wpływów w Armenii uzyskując uznanie przez Rzymian za pełnoprawnego i suwerennego władcę. Według Flawiusza kazirodcze małżeństwo było jednak nie do przyjęcia dla partyjskiej arystokracji, i ok. 4 roku n.e. Fraates wraz ze swoją matką został obalony i zabity.